# Liste der Länderspiele der haitianischen Futsalnationalmannschaft
Die nachfolgende Liste enthält alle Länderspiele der haitianischen Futsalnationalmannschaft der Männer, die der Fußballverband von Haiti, die Fédération haïtienne de football (FHF), im Jahr 2001 gegründet hat. Futsal ist die einzige von der FIFA anerkannte Variante des Hallenfußballs. Bisher wurden neun Länderspiele ausgetragen, von denen jedoch eins von der FIFA nicht anerkannt wird.

## Länderspielübersicht
Legende
- Erg. = Ergebnis
- n. V. = nach Verlängerung
- i. S. = im Sechsmeterschießen
- abg. = Spielabbruch
- H = Heimspiel
- A = Auswärtsspiel
- * = Spiel auf neutralem Platz
- Hintergrundfarbe grün = Sieg
- Hintergrundfarbe gelb = Unentschieden
- Hintergrundfarbe rot = Niederlage

| Nr.                    | Datum      | Erg. | Gegner                  |   | Austragungsort                                                   | Anlass                                     | Bemerkungen |
| ---------------------- | ---------- | ---- | ----------------------- | - | ---------------------------------------------------------------- | ------------------------------------------ | --- |
| 1                      | 23.09.2001 | 5:9  | Kanada                  | A | Montréal 1 (CAN), Centre Pierre Charbonneau                      | Freundschaftsspiel                         | Erstes Auswärtsspiel Erste Niederlage Erste Auswärtsniederlage Höchste Auswärtsniederlage Erstes Länderspiel gegen Kanada                                                   |
| 2                      | 04.04.2008 | 12:2 | Guyana                  | * | Macoya 2 (TRI), Dr. João Havelange Centre of Excellence          | CONCACAF-Meisterschaft 2008- Qualifikation | Erstes Spiel auf neutralem Platz Erster Sieg Erster Sieg auf neutralem Platz Erstes Länderspiel gegen Guyana                                                                |
| 3                      | 05.04.2008 | 19:1 | Sint Maarten            | * | Macoya 2 (TRI), Dr. João Havelange Centre of Excellence          | CONCACAF-Meisterschaft 2008- Qualifikation | Länderspiel wird von der FIFA nicht anerkannt, da Sint Maarten kein FIFA-Mitglied ist Höchster Sieg Höchster Sieg auf neutralem Platz Erstes Länderspiel gegen Sint Maarten |
| 4                      | 06.04.2008 | 3:6  | Trinidad und Tobago     | A | Macoya 2 (TRI), Dr. João Havelange Centre of Excellence          | CONCACAF-Meisterschaft 2008- Qualifikation | Erstes Länderspiel gegen Trinidad und Tobago |
| 5                      | 03.06.2008 | 3:5  | USA                     | * | Guatemala-Stadt (GUA), Domo Polideportivo de la CDAG             | CONCACAF-Meisterschaft 2008- Endrunde      | Erste Niederlage auf neutralem Platz Erstes Länderspiel gegen die USA |
| 6                      | 04.06.2008 | 0:13 | Costa Rica              | * | Guatemala-Stadt (GUA), Domo Polideportivo de la CDAG             | CONCACAF-Meisterschaft 2008- Endrunde      | Höchste Niederlage Höchste Niederlage auf neutralem Platz Erstes Länderspiel gegen Costa Rica                                                                               |
| 7                      | 05.06.2008 | 0:4  | Panama                  | * | Guatemala-Stadt (GUA), Domo Polideportivo de la CDAG             | CONCACAF-Meisterschaft 2008- Endrunde      | Erstes Länderspiel gegen Panama |
| 8                      | 01.02.2014 | 3:6  | Dominikanische Republik | A | Santo Domingo de Guzmán (DOM), Centro Olímpico Juan Pablo Duarte | Grand Prix de Futsal internacional         | Erstes Länderspiel gegen die Dominikanische Republik |
| 9                      | 02.02.2014 | 1:3  | Kuba                    | * | Santo Domingo de Guzmán (DOM), Centro Olímpico Juan Pablo Duarte | Grand Prix de Futsal internacional         | Erstes Länderspiel gegen Kuba |
| Stand: 27. August 2018 |            |      |                         |   |                                                                  |                                            | |

## Statistik
In der Statistik werden nur die offiziellen Länderspiele berücksichtigt.
Legende
- Sp. = Spiele
- Sg. = Siege
- Uts. = Unentschieden
- Ndl. = Niederlagen
- Hintergrundfarbe grün = positive Bilanz
- Hintergrundfarbe gelb = ausgeglichene Bilanz
- Hintergrundfarbe rot = negative Bilanz

### Gegner
| Land                    | Kontinentalverband | Sp. | Sg. | Uts. | Ndl. | Torverhältnis |
| ----------------------- | ------------------ | --- | --- | ---- | ---- | ------------- |
| Costa Rica              | CONCACAF           | 1   | 0   | 0    | 1    | 00:13         |
| Dominikanische Republik | CONCACAF           | 1   | 0   | 0    | 1    | 3:6           |
| Guyana                  | CONCACAF           | 1   | 1   | 0    | 0    | 12:20         |
| Kanada                  | CONCACAF           | 1   | 0   | 0    | 1    | 5:9           |
| Kuba                    | CONCACAF           | 1   | 0   | 0    | 1    | 1:3           |
| Panama                  | CONCACAF           | 1   | 0   | 0    | 1    | 0:4           |
| Sint Maarten            | CONCACAF           | 1   | 1   | 0    | 0    | 19:10         |
| Trinidad und Tobago     | CONCACAF           | 1   | 0   | 0    | 1    | 3:6           |
| USA                     | CONCACAF           | 1   | 0   | 0    | 1    | 3:5           |
| Gesamt                  | Gesamt             | 9   | 2   | 0    | 7    | 46:49         |

### Kontinentalverbände
| Kontinentalverband                 | Sp. | Sg. | Uts. | Ndl. | Torverhältnis |
| ---------------------------------- | --- | --- | ---- | ---- | ------------- |
| AFC (Asien)                        | 0   | 0   | 0    | 0    | 0:0           |
| CAF (Afrika)                       | 0   | 0   | 0    | 0    | 0:0           |
| CONCACAF (Nord- und Mittelamerika) | 9   | 2   | 0    | 7    | 46:49         |
| CONMEBOL (Südamerika)              | 0   | 0   | 0    | 0    | 0:0           |
| OFC (Ozeanien)                     | 0   | 0   | 0    | 0    | 0:0           |
| UEFA (Europa)                      | 0   | 0   | 0    | 0    | 0:0           |
| Gesamt                             | 9   | 2   | 0    | 7    | 46:49         |

### Anlässe
| Anlass                                      | Sp. | Sg. | Uts. | Ndl. | Torverhältnis |
| ------------------------------------------- | --- | --- | ---- | ---- | ------------- |
| CONCACAF-Meisterschaft-Endrundenspiele      | 3   | 0   | 0    | 3    | 03:22         |
| CONCACAF-Meisterschaft-Qualifikationsspiele | 3   | 2   | 0    | 1    | 34:90         |
| Grand Prix de Futsal internacional-Spiele   | 2   | 0   | 0    | 2    | 4:9           |
| Freundschaftsspiele                         | 1   | 0   | 0    | 1    | 5:9           |
| Gesamt                                      | 9   | 2   | 0    | 7    | 46:49         |

### Spielarten
| Spielart                       | Sp. | Sg. | Uts. | Ndl. | Torverhältnis |
| ------------------------------ | --- | --- | ---- | ---- | ------------- |
| Heimspiele (H)                 | 0   | 0   | 0    | 0    | 0:0           |
| Spiele auf neutralem Platz (*) | 6   | 2   | 0    | 4    | 35:28         |
| Auswärtsspiele (A)             | 3   | 0   | 0    | 3    | 11:21         |
| Gesamt                         | 9   | 2   | 0    | 7    | 46:49         |

### Austragungsorte
| Austragungsort          | Land                    | Sp. | Sg. | Uts. | Ndl. | Torverhältnis |
| ----------------------- | ----------------------- | --- | --- | ---- | ---- | ------------- |
| Guatemala-Stadt         | Guatemala               | 3   | 0   | 0    | 3    | 03:22         |
| Macoya                  | Trinidad und Tobago     | 3   | 2   | 0    | 1    | 34:90         |
| Montréal                | Kanada                  | 1   | 0   | 0    | 1    | 5:9           |
| Santo Domingo de Guzmán | Dominikanische Republik | 2   | 0   | 0    | 2    | 4:9           |
| Gesamt                  | Gesamt                  | 9   | 2   | 0    | 7    | 46:49         |

### Spielergebnisse
|      | Gegentore | Gegentore | Gegentore | Gegentore | Gegentore | Gegentore | Gegentore | Gegentore | Gegentore | Gegentore | Gegentore | Gegentore | Gegentore | Gegentore |
| Tore | 0         | 1         | 2         | 3         | 4         | 5         | 6         | 7         | 8         | 9         | 10        | 11        | 12        | 13        |
| ---- | --------- | --------- | --------- | --------- | --------- | --------- | --------- | --------- | --------- | --------- | --------- | --------- | --------- | --------- |
| 0    | -         | -         | -         | -         | 1         | -         | -         | -         | -         | -         | -         | -         | -         | 1         |
| 1    | -         | -         | -         | 1         | -         | -         | -         | -         | -         | -         | -         | -         | -         | -         |
| 2    | -         | -         | -         | -         | -         | -         | -         | -         | -         | -         | -         | -         | -         | -         |
| 3    | -         | -         | -         | -         | -         | 1         | 2         | -         | -         | -         | -         | -         | -         | -         |
| 4    | -         | -         | -         | -         | -         | -         | -         | -         | -         | -         | -         | -         | -         | -         |
| 5    | -         | -         | -         | -         | -         | -         | -         | -         | -         | 1         | -         | -         | -         | -         |
| 6    | -         | -         | -         | -         | -         | -         | -         | -         | -         | -         | -         | -         | -         | -         |
| 7    | -         | -         | -         | -         | -         | -         | -         | -         | -         | -         | -         | -         | -         | -         |
| 8    | -         | -         | -         | -         | -         | -         | -         | -         | -         | -         | -         | -         | -         | -         |
| 9    | -         | -         | -         | -         | -         | -         | -         | -         | -         | -         | -         | -         | -         | -         |
| 10   | -         | -         | -         | -         | -         | -         | -         | -         | -         | -         | -         | -         | -         | -         |
| 11   | -         | -         | -         | -         | -         | -         | -         | -         | -         | -         | -         | -         | -         | -         |
| 12   | -         | -         | 1         | -         | -         | -         | -         | -         | -         | -         | -         | -         | -         | -         |
| 13   | -         | -         | -         | -         | -         | -         | -         | -         | -         | -         | -         | -         | -         | -         |
| 14   | -         | -         | -         | -         | -         | -         | -         | -         | -         | -         | -         | -         | -         | -         |
| 15   | -         | -         | -         | -         | -         | -         | -         | -         | -         | -         | -         | -         | -         | -         |
| 16   | -         | -         | -         | -         | -         | -         | -         | -         | -         | -         | -         | -         | -         | -         |
| 17   | -         | -         | -         | -         | -         | -         | -         | -         | -         | -         | -         | -         | -         | -         |
| 18   | -         | -         | -         | -         | -         | -         | -         | -         | -         | -         | -         | -         | -         | -         |
| 19   | -         | 1         | -         | -         | -         | -         | -         | -         | -         | -         | -         | -         | -         | -         |